# Matra Bagheera
Matra Bagheera – trzymiejscowy samochód sportowy, produkowany przez francuską firmę Matra w latach 1973–1980.
Samochód został opracowany w firmie Matra we współpracy z koncernem Chrysler France, zajmującym się sprzedażą samochodów Matra, do którego należała m.in. firma Simca, dlatego sprzedawany był także pod nazwą Matra-Simca Bagheera. Nazwa samochodu pochodziła od imienia czarnej pantery z książki Księga dżungli i podkreślała sportowy charakter. Samochód wyróżniał się bardzo nietypowym układem z trzema siedzeniami w jednym rzędzie – indywidualne siedzenia pasażerów po prawej stronie były połączone, ze wspólnym szkieletem, siedzenie kierowcy znajdowało się po lewej. Pod względem mechanicznym, samochód wykorzystywał szereg komponentów samochodów osobowych Simca, jak silniki, skrzynię biegów i elementy zawieszenia, lecz w odróżnieniu od nich miał silnik umieszczony poprzecznie centralnie – tuż przed osią tylną, napędzający koła tylne. Po lewej stronie silnika – za siedzeniem kierowcy znajdował się zbiornik paliwa pojemności 56 l.
Nadwozie Bagheery było wykonane z tworzywa sztucznego – poliestru wzmocnionego włóknem szklanym, na stalowym szkielecie. Projektantem nadwozia był Grek Antonis Volanis. Miało ono formę niskiego coupé o ładnej, spokojnej linii. Tylna szyba, pochylona pod dużym kątem, była unoszona, w celu dostępu do zamykanego pokrywą bagażnika, o sporej jak na samochód sportowy pojemności 320 dm³ oraz do silnika, zamykanego oddzielną pokrywą. Nie było to jednak nadwozie trzydrzwiowe, gdyż unoszona szyba zapewniała tylko dostęp do bagażnika i silnika, a za fotelami znajdowała się dodatkowa ściana, oddzielająca je od silnika, z szybą u góry. Z przodu nadwozia znajdowała się niska chłodnica z wentylatorem, umieszczone za nią pochylone koło zapasowe, akumulator i elementy układu wspomagania hamulców. Dostęp do nich zapewniał niewielki otwierany fragment maski, przez co dostęp do koła zapasowego nie był wygodny. Reflektory były chowane.
Bagheera początkowo była dostępna tylko z silnikiem 6G4 pojemności 1,3 litra – rzędowym, 4-cylindrowym, chłodzonym cieczą, o mocy 82 KM, pochodzącym z samochodu Simca 1100Ti (z rodziny silników Simca typ 315, używany też w Simca 1307S). Od 1975 produkowano wersję Bagheera S z silnikiem 6Y2 pojemności 1,4 l z tej samej rodziny silników (była to jednostka wywodząca się z poprzedniego, o większym skoku tłoka, lecz niewiele większej mocy, napędzająca samochód Simca 1308GT).
W 1976 dokonano modernizacji wyglądu nadwozia, m.in. z przodu wprowadzono szeroki zderzak z umieszczonymi w nim światłami, a wlot powietrza do chłodnicy umieszczono poniżej (wcześniej rolę zderzaka pełniła listwa naokoło świateł i centralnego wlotu powietrza). Zmieniono też zderzak tylny i wprowadzono większe klosze tylnych lamp zespolonych, z ryflowaniami chroniącymi przed zabrudzeniem. Od 1979 produkowano jedynie wersję 1,4 l, samochód otrzymał też konwencjonalne klamki drzwi, zamiast „ukrytych” – wgłębionych za tylną krawędzią drzwi. Produkcja zakończyła się w 1980, po wyprodukowaniu 47 802 Bagheer. Następcą, również trzymiejscowym, była Matra Murena.

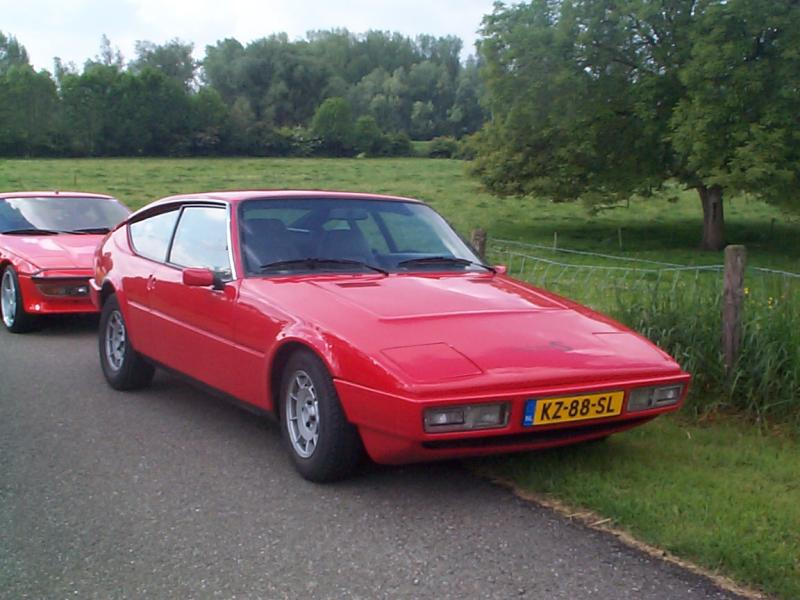
Bagheera S po modernizacji z 1976

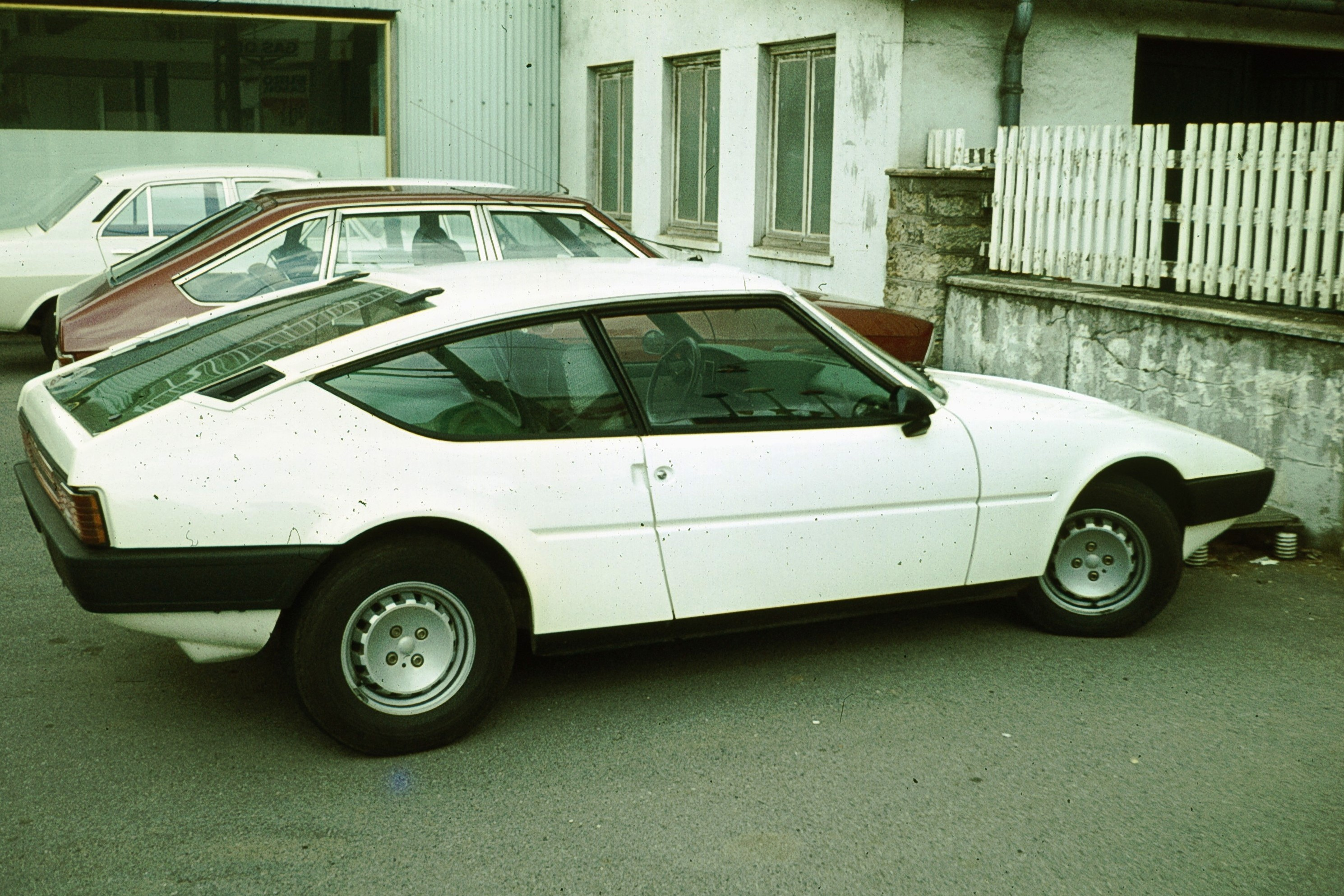
Bagheera po modernizacji z 1976

## Dane techniczne samochodu
Główne źródło:
- Nadwozie samonośne, 2-drzwiowe, 3-miejscowe, szkielet stalowy z pokryciem z tworzywa sztucznego
- Silnik: gaźnikowy, 4-suwowy, 4-cylindrowy rzędowy, chłodzony cieczą, umieszczony poprzecznie centralnie, napędzający koła tylne
- Pojemność skokowa: 1294 cm³ (lub 1442 cm³)
- Średnica cylindra x skok tłoka: ? (lub 76,6x78 mm)
- Moc maksymalna – 60,31 kW/ 82 KM (62 kW / 84 KM przy 5600 obr./min)
- Stopień sprężania – 9,5:1 (silnik 1,4)
- Skrzynia przekładniowa: manualna, 4-biegowa całkowicie synchronizowana, z dźwignią w podłodze
- Zawieszenie przednie: niezależne, trójkątne wahacze poprzeczne resorowane podłużnymi drążkami skrętnymi, amortyzatory teleskopowe
- Zawieszenie tylne: wahacze wleczone resorowane poprzecznymi drążkami skrętnymi, amortyzatory teleskopowe
- Hamulce przednie i tylne tarczowe, dwuobwodowe ze wspomaganiem; hamulec ręczny mechaniczny na koła tylne
- Ogumienie o wymiarach: przód 155HR13, tył 185HR13
- Długość/szerokość/wysokość – 401/173,7/122 cm
- Rozstaw osi – 237 cm
- Masa własna pojazdu – 980 kg (silnik 1,4)
- Prędkość maksymalna – 185 km/h (silnik 1,4)
- Przyspieszenie 0-100 km/h – 12,5 s (silnik 1,4)
- Zużycie paliwa – 6,2 l/100 km przy V=90 km/h; 8,2 l/100 km przy V=120 km/h (silnik 1,4)
- Współczynnik oporu aerodynamicznego: Cx=0,33